# Олдсмар (Флорида)
Олдсмар (англ. Oldsmar) — місто (англ. city) в США, в окрузі Пінеллас штату Флорида. Населення — 14 898 осіб (2020).

## Географія
Олдсмар розташований за координатами 28°2′54″ пн. ш. 82°40′17″ зх. д. / 28.04833° пн. ш. 82.67139° зх. д. (28.048381, -82.671254).  За даними Бюро перепису населення США в 2010 році місто мало площу 25,00 км², з яких 22,54 км² — суходіл та 2,46 км² — водойми.

## Демографія
Згідно з переписом 2010 року, у місті мешкала 13 591 особа в 5339 домогосподарствах у складі 3688 родин. Густота населення становила 544 особи/км².  Було 5871 помешкання (235/км²).
Расовий склад населення:
| - 84,0 % — білих - 5,9 % — азіатів - 5,4 % — чорних або афроамериканців - 0,2 % — корінних американців - 0,1 % — вихідців з тихоокеанських островів - 2,1 % — осіб інших рас |

До двох чи більше рас належало 2,4 %. Частка іспаномовних становила 11,4 % від усіх жителів.
За віковим діапазоном населення розподілялося таким чином: 23,7 % — особи молодші 18 років, 63,9 % — особи у віці 18—64 років, 12,4 % — особи у віці 65 років та старші. Медіана віку мешканця становила 39,5 року. На 100 осіб жіночої статі у місті припадало 92,5 чоловіків;  на 100 жінок у віці від 18 років та старших — 89,6 чоловіків також старших 18 років.
Середній дохід на одне домашнє господарство  становив 69 316 доларів США (медіана — 53 409), а середній дохід на одну сім'ю — 76 339 доларів (медіана — 59 181). Медіана доходів становила 53 484 долари для чоловіків та 36 176 доларів для жінок. За межею бідності перебувало 12,5 % осіб, у тому числі 21,4 % дітей у віці до 18 років та 3,9 % осіб у віці 65 років та старших.
Цивільне працевлаштоване населення становило 6808 осіб. Основні галузі зайнятості: науковці, спеціалісти, менеджери — 18,7 %, освіта, охорона здоров'я та соціальна допомога — 15,7 %, фінанси, страхування та нерухомість — 13,6 %, роздрібна торгівля — 13,0 %.